# Margrit Näf
Margrit «Döre» Näf (* 1955 in Unterrindal im Toggenburg SG) ist eine Fussballpionierin, ehemalige Nationalspielerin und Fussballtrainerin. Sie war die erste Funktionärin im Schweizerischen Fussballverband (SFV).

## Karriere

### Vereine
Margrit Näf wuchs im Toggenburg auf und spielte bereits als Kind mit ihrem Bruder Fussball. Noch während der Schule trat sie dem Frauenteam Ebnat-Kappel bei und nahm später an regionalen Grümpelturnieren teil. 1972 bewarb sie sich in Bern auf eine Stelle, weil es dort einen Damenfussballclub gab. Auf Anfrage erhielt Näf von Esther Zaugg die Zusage, dass sie beim DFC Bern trainieren dürfe. Die Stürmerin spielte dann sechs Jahre für den Verein und beendete nach einer schweren Sportverletzung ihre aktive Karriere mit 23 Jahren.

### Nationalteam
Sie kam 1975 in Basel zu ihrem ersten und einzigen Einsatz in der Startelf des Nationalteams im Spiel gegen England, das die Schweizerinnen mit 1:3 verloren. Zuvor stand sie zwei Mal im Aufgebot.

### Trainerin
Als Nachfolgerin von Esther Zaugg übernahm Näf 1980 den DFC Bern zuerst ad interim als Trainerin. Daraus ergab sich ein jahrelanges Engagement als Co-Trainerin, Vorstandsmitglied und Präsidentin des DFC Bern bis 2003. Mit den Bernerinnen gewann Näf als Trainerin 1984 das Double – die Schweizer Meisterschaft und den Cup. 

### Funktionärin
Von 1987 bis 1989 engagierte sich Näf als Mitglied der Technischen Kommission bei der Schweizerischen Damenfussball-Liga (SDFL) und war Auswahltrainerin für die Region Bern. Anschliessend wurde sie bis 1993 Mitglied des Zentralvorstands der SDFL. Nach der Integration der Damenfussball-Liga in den Schweizerischen Fussballverband 1993 wurde sie die erste Funktionärin beim Verband und leitete den Ausschuss für Frauenfussball bis 2001 in einem 50-%-Pensum. Näf übte diese Funktion wie alle ihre vorhergehenden in den 29 Jahren ehrenamtlich aus.

## Erfolge und Auszeichnungen
Im Mai 2011 wurde Margrit Näf mit der Silbernen Ehrennadel der Schweizer Amateur Liga ausgezeichnet. Sie wird Persönlichkeiten vergeben, die sich in ausserordentlicher Weise auf regionaler Ebene um den Breitenfussball verdient gemacht haben.